# Medicinska fakulteta v Tuzli
Medicinska fakulteta (izvirno bosansko Medicinski fakultet u Tuzli), s sedežem v Tuzli, je fakulteta, ki je članica Univerze v Tuzli.
Trenutni dekan je prof. dr. Farid Ljuca.